# Psi Cassiopeiae
Désignations
Psi Cassiopeiae (ψ Cas / ψ Cassiopeiae/ ψ de Cassiopée) est une étoile binaire dans la constellation de Cassiopée. Elle est visible à l'œil nu avec une magnitude apparente combinée de 4,74. D'après la mesure de sa parallaxe annuelle par le satellite Hipparcos, le système se trouve à environ 195 années-lumière de la Terre. Il se rapproche du Système solaire à une vitesse radiale de −13 km/s.
La composante primaire, ψ Cassiopeiae A, est une géante orange de type spectral K0 III-IIIb CN0,5. Son compagnon, ψ Cassiopeiae B, est une étoile de quatorzième magnitude située à 3 secondes d'arc de la primaire. À environ 25 secondes d'arc, on trouve la compagne optique ψ Cassiopeiae CD, ou BD+67°124, de magnitude 9,8, et appelée ψ Cassiopeiae B dans les catalogues d'étoiles plus anciens. C'est elle-même une étoile binaire, ; CD possède une composante C de magnitude 9,4 et une composante D de magnitude 10.